# Kunegunda Godawska
Kunegunda Weronika Godawska-Olchawa (ur. 27 lipca 1951 w Nowym Sączu) – polska kajakarka, trenerka, olimpijka z Monachium 1972.
Reprezentowała nowosądeckie kluby: Start oraz Dunajec w których uprawiała, narciarstwo klasyczne, lekkoatletykę (w latach 1963-1968) oraz kajakarstwo górskie od 1969. Specjalizowała się w slalomie kajakowym. 
Uczestniczka mistrzostw świata w latach 1971, 1973. 
Na igrzyskach olimpijskich w Monachium wystartowała w konkurencji K-1 slalom zajmując 5. miejsce, za Marią Ćwiertniewicz.